# Spolek sv. Lukáše
Spolek sv. Lukáše byl podpůrný umělecký spolek, založený roku 1871 Viktorem Barvitiusem spolu se svým bratrem Antonínem Viktorem Barvitiusem. O záštitu požádal arcivévodu Ludvíka Salvátora Toskánského. Viktor Barvitius byl pokladníkem spolku a roku 1896 vydal jeho dějiny.
Svatý Lukáš byl tradičně patronem malířských cechů.

## Známí členové spolku
- Hugo Ullik
- Antonín Wildt
- Adolf Kosárek
- Bedřich Münzberger